# Liste der Monuments historiques in Bonneuil-sur-Marne
Die Liste der Monuments historiques in Bonneuil-sur-Marne führt die Monuments historiques in der französischen Stadt Bonneuil-sur-Marne auf.

## Liste der Bauwerke
| Bezeichnung                | Beschreibung | Standort                       | Kennzeichnung | Schutzstatus | Datum | Bild           |
| -------------------------- | ------------ | ------------------------------ | ------------- | ------------ | ----- | -------------- |
| Château du Rancy (Schloss) |              | 2–6, rue Désiré-Dautier (Lage) | PA00125472    | Inscrit      | 1993  | weitere Bilder |

## Liste der Objekte
- Monuments historiques (Objekte) in Bonneuil-sur-Marne in der Base Palissy des französischen Kultusministeriums